# روح آزاد
روح آزاد (به انگلیسی: A Free Soul) فیلمی ۹۱ دقیقه‌ای به کارگردانی کلارنس براون با بازی بیل فارمر محصول کشور ایالات متحده آمریکا است.